# Burg Haagen
Die Burg Haagen ist eine abgegangene Burg in Haagen, einem heutigen Ortsteil der Gemeinde Untermünkheim  im Landkreis Schwäbisch Hall in Baden-Württemberg.
Haagen hatte zwei Burgen, über deren Erbauung und Zerstörung nichts angegeben werden kann. 1230 werden ein Eberhardus de Gebenhagen und 1268 ein Conradus Miles de Hage genannt und 1347 hatte Seitz Schneewasser aus demselben Geschlechte hier seinen Wohnsitz.
Die Burg Haagen wurde 1480 mit Götz von Bachenstein erwähnt, als er die Burg zur Hälfte an Limpurg verkaufte. Vor 1600 wurde die Burg zerstört. Von der nicht mehr lokalisierbaren Burganlage ist nichts erhalten.